# The Body Snatcher
The Body Snatcher (en España, El ladrón de cuerpos; en Hispanoamérica, El profanador de tumbas) es una película estadounidense de terror estrenada en 1945 y dirigida por Robert Wise. Entre los protagonistas se encuentran Boris Karloff, Bela Lugosi, Henry Daniell y Edith Atwater. El guion corrió a cargo de Philip MacDonald y Val Lewton, quienes se basaron (libremente) en el cuento homónimo del escritor Robert Louis Stevenson. Esta película sería la última que contaría con la presencia de Karloff y Lugosi juntos.

## Argumento
Edimburgo, 1831. Donald Fettes, un joven estudiante de medicina, llega a la mansión del doctor MacFarlane, un prestigioso cirujano y profesor, para servirle como ayudante. El siniestro cochero John Gray es quien le proporciona clandestinamente al médico los cadáveres que utiliza en sus clases y en sus investigaciones, cadáveres frescos procedentes de las tumbas del cercano cementerio. Gray aprovechará la situación para chantajear a MacFarlane, poniendo así, inconscientemente, su vida en peligro.

## Reparto
- Boris Karloff como John Gray.
- Bela Lugosi como Joseph.
- Henry Daniell como Dr. Wolfe 'Toddy' MacFarlane.
- Edith Atwater como Meg Cameron.
- Russell Wade como Donald Fettes.
- Rita Corday como Sra. Marsh.
- Sharyn Moffett como Georgina Marsh.